# Ru des Cerceaux
Le ru des Cerceaux est un cours d’eau d’Île-de-France coulant à Mitry-Mory et Gressy (Seine-et-Marne).